# 長鰭鮋
長鰭鮋，為輻鰭魚綱鮋形目鮋亞目鮋科的其中一種，為亞熱帶海水魚，分布於西大西洋美國北卡羅萊納州至南美洲北部海域，棲息深度46-275公尺，體長可達20公分，棲息在軟底質底層水域，生活習性不明，具有毒性。